# CY Leung
Leung Chun-ying, även känd som CY Leung, född 12 augusti 1954 i Brittiska Hongkong, är en politiker från Hongkong där han var chefsminister 1 juli 2012 - 30 juni 2017. Han efterträddes av Carrie Lam.
Leung har en ingenjörsutbildning från Hongkong och studerade finansiell ekonomi i Bristol på 1970-talet. När han återvände till Hongkong fick han anställning vid Jones Lang LaSalle, där han arbetade i fem år och slutligen blev chef för företagets Hongkong-filial. Han fortsatte sedan en lukrativ karriär i fastighetsbranschen.
Han blev aktiv i Hongkongs politik i slutet på 1990-talet.